# 山東工業大学
山東工業大学（さんとうこうぎょうだいがく）は中国山東省にあった大学。1949年山東省率工業専科学校として設立。1950年山東工学院と改称、1983年山東工業大学と改称。2000年山東医科大学とともに山東大学に吸収合併され廃止。